# Kevin Britt
Kevin Michael Britt (ur. 19 listopada 1944 w Detroit, zm. 15 maja 2004) – amerykański duchowny katolicki, biskup Grand Rapids w latach 2003-2004.

## Życiorys
Święcenia kapłańskie przyjął 28 czerwca 1970 i został inkardynowany do archidiecezji Detroit. Po kilku latach pracy w charakterze wikariusza został ojcem duchownym miejscowego seminarium, zaś w 1981 został sekretarzem arcybiskupim oraz wikariuszem generalnym archidiecezji. W latach 1988–1990 był proboszczem w Dearborn, zaś w latach 1990-1994 pracownikiem Prefektury Ekonomicznych Spraw Stolicy Apostolskiej.
23 listopada 1993 papież Jan Paweł II mianował go biskupem pomocniczym Detroit i biskupem tytularnym Oescus. Sakry biskupiej udzielił mu 6 stycznia 1994 abp Adam Maida.
10 grudnia 2002 został mianowany biskupem koadiutorem Grand Rapids, zaś urząd biskupa diecezjalnego objął 13 października 2003.